# Ursula Plassnik
Ursula Plassnik (Klagenfurt, 23 de maio de 1956) é uma diplomata e uma política austríaca.
Ursula Plassnik afiliou-se ao Partido Popular Austríaco em 2004.